# طناب اعدام
طناب اعدام یا محکم دارشان بزن (انگلیسی: Hang 'Em High) فیلمی در ژانر وسترن به کارگردانی تد پست است که در سال ۱۹۶۸ منتشر شد.

## خلاصه داستان
مرد بی‌گناهی (کلینت ایستوود) به ظن دزدی، به اعدام محکوم شده ولی موفق به فرار می‌شود و در پی انتقام برمی‌آید

## بازیگران
- کلینت ایستوود
- اینگر استیونس
- اد بگلی
- پت هینگل
- چارلز مک‌گرا
- بن جانسون
- بروس درن
- دنیس هاپر
- جیمز مک‌آرتور
- مارک لنارت
- آلبرت فرید
- باب استیل
- روی گلن
- روت وایت
- الن هیل جونیور
- آرلین گالانکا